# Fonds européen pour la démocratie
Le Fonds européen pour la démocratie (en anglais : European Endowment for Democracy, EED), également connu sous le nom de Fondation européenne pour la démocratie, est une organisation créée en juin 2012 par l'Union européenne pour soutenir les groupes et initiatives de la société civile ainsi que les militants humanitaires et politiques dans les pays voisins de l'UE. L'objectif de la fondation est de promouvoir « les organisations démocratiques de la société civile, les mouvements et les militants individuels qui prônent un système multipartite pluraliste, quels que soient leur taille et leur statut formel ».
En janvier 2013, Jerzy Pomianowski, secrétaire d'État adjoint au ministère polonais des Affaires étrangères, a été élu directeur fondateur. La Fondation est dirigée par David McAllister (Conseil des gouverneurs) et Lisbeth Pilegaard (Comité exécutif),.

## Contexte
La fondation américaine National Endowment for Democracy est le modèle déclaré de l'EED.
À l'initiative du ministre polonais des Affaires étrangères Radosław Sikorski, la présidence polonaise du Conseil de l'UE a lancé en 2011 la mise en place d'un instrument de financement simple et efficace pour soutenir la démocratisation en dehors de l'UE. Sikorski aurait donné l'impulsion décisive à cela « les manifestations réprimées contre la fraude électorale en Biélorussie en 2010 et les événements du Printemps arabe ».
Après avoir discuté de différents modèles d'organisation, il a été décidé de créer une fondation basée en Belgique. L'idée a été rejetée d'une institution plus autonome située plus loin de Bruxelles (par exemple à Varsovie), mais aussi une intégration directe de la dotation dans les structures de la Commission européenne. Semblable au modèle américain, le FEDEM a été créée en tant que fondation de droit privé belge, ayant son siège à Bruxelles. Cependant, il est financé par la Commission européenne, les États membres de l'UE ainsi que la Suisse ; son budget est d'environ 20 millions d'euros. À l'été 2013, la fondation a commencé ses activités opérationnelles.